# Mark Stein
Earl Mark Sean Stein (ur. 29 stycznia 1966 w Kapsztadzie) – były angielski piłkarz występujący na pozycji napastnika.

## Kariera
Mark Stein karierę piłkarską rozpoczynał w Luton Town, gdzie grał od 1984 do 1988 roku. W 1986 roku przebywał na wypożyczeniu w Aldershot Town. Następnie Stein trafił za 300 tysięcy funtów do Queens Park Rangers, gdzie w sezonie 1988/1989 zdobył cztery gole w 33 ligowych meczach. We wrześniu 1989 roku przeszedł do Oxford United. Grał tam do 1991 roku i w tym czasie zdobył 18 bramek w 82 występach w lidze. Przebywał także przez krótki czas na wypożyczeniu w Stoke City i po sezonie 1990/1991 trafił definitywnie do tego zespołu za 100 tysięcy funtów. W czasie dwóch sezonów Stein zdobył 50 goli w 89 ligowych meczach i w październiku 1993 roku za 1,5 miliona funtów przeszedł do Chelsea. 30 października zadebiutował w nowej drużynie w przegranym spotkaniu z Oldham Athletic. 27 grudnia w spotkaniu z Southampton, przegranym 3:1, zdobył swoją pierwszą bramkę dla londyńskiego zespołu. W sezonie 1993/1994 Stein wyrównał także rekord siedmiu spotkań z rzędu ze strzeloną bramką, który został w 2002 roku pobity przez  Ruuda van Nistelrooya. W Chelsea do 1998 roku rozegrał 63 ligowych meczów i strzelił 25 goli. Stein przebywał także na trzech wypożyczeniach – w Stoke City, Ipswich Town i Bournemouth. W 1998 roku trafił do tego właśnie zespołu. Następnie Stein występował w Luton Town i Dagenham & Redbridge, gdzie w 2003 roku zakończył karierę.
Od czerwca 2007 roku Stein jest fizjoterapeutą w zespole Barnet. W lipcu 2008 roku przedłużył umowę z klubem o dwa lata.